# Surespot
Surespot (Eigenschreibweise: surespot) war ein Instant-Messaging-Dienst für Smartphones und Tablets mit den Betriebssystemen Android und iOS. Es konnten Textnachrichten, Emojis und Bilder verschickt werden. Über einen In-App-Kauf ließ sich der Funktionsumfang ferner um die Möglichkeit, 10 Sekunden lange Audionachrichten zu verschicken, erweitern. Jede dieser Nachrichten wurde Ende-zu-Ende-verschlüsselt. Sowohl die beiden Clients als auch der Server waren Open Source. In der Diskussion um die Übernahme von WhatsApp durch Facebook wurde Surespot oft als sichere Alternative genannt. Im Google Play Store hatte die App bis Ende November 2018 mehr als 500.000 Downloads.

## Geschichte
Im Jahr 2013 riefen Cherie Berdovich (CEO) und Adam Patacchiola (CTO) vom Unternehmen 2fours Surespot ins Leben, zunächst mit einem Android-Client und dem Server und 2014 mit einem iOS-Client. Die Büros befanden sich in Boulder, Colorado. Das Unternehmen finanzierte sich über Spenden (Bitcoins, Flattr, PayPal) und In-App-Käufe; 2012 erhielt das Unternehmen außerbörsliches Eigenkapital in Höhe von 10.000 US-Dollar. Ein Teil der Spenden ging an die Electronic Frontier Foundation.
Der Dienst wurde am 31. Juli 2022 abgeschaltet.

## Technik
Im Gegensatz zu anderen populären Messengern wie WhatsApp oder Threema bot Surespot keine Möglichkeit an, das Adressbuch abzugleichen. Stattdessen wurde ein Teilnehmer über einen Benutzernamen in die Kontaktliste hinzugefügt. Dafür war es aber möglich, auf einem Gerät mehrere Identitäten zu haben. Unerwünschte Kontakte konnten blockiert werden. Da die Schlüssel und Nutzerdaten auf dem Gerät und nicht auf dem Server lagen, mussten diese lokal (Android) oder über Google Drive (iOS/Android) gesichert werden, um auf ein anderes Gerät übertragen werden zu können. Bis zu 1000 verschlüsselte Nachrichten pro Konversation wurden auf dem Server vorgehalten.
Surespot benutzte eine 256-Bit-AES-GCM-Verschlüsselung mit Schlüsseln, die mit 521-Bit-ECDH erstellt worden sind. Durch ein Public-Key-Verfahren vereinbarten die Teilnehmer eines Chats einen symmetrischen Schlüssel, der zur Ver- und Entschlüsselung der Nachrichten verwendet wurde. Ein Gruppenchat war nicht möglich; er war aber in Planung. Die öffentlichen Schlüssel wurden über den von 2fours betriebenen Server verteilt und konnten nicht unabhängig (beispielsweise über einen QR-Code wie bei Threema) geprüft werden. Bereits gesendete Nachrichten konnten im Nachhinein auf dem Empfängergerät gelöscht werden. Für den kryptographischen Teil wurden die Bibliotheken Spongy Castle für Android, Cryptopp für iOS und node.bcrypt.js sowie dcrypt für den Server verwendet.
Der Server basierte auf Node.js, Redis und Apache Cassandra.
Surespot wurde von Freiwilligen in zahlreiche Sprachen übersetzt, u. a. in Deutsch, Spanisch, Türkisch und Italienisch.